# Liste der Kulturdenkmale in Kottmar (Gemeinde)

Wappen von Kottmar

Die Liste der Kulturdenkmale in Kottmar enthält die Kulturdenkmale der sächsischen Gemeinde Kottmar im Landkreis Görlitz (ohne archäologische Kulturdenkmale). Die Anmerkungen sind zu beachten.
Diese Aufzählung ist eine Teilmenge der Liste der Kulturdenkmale im Landkreis Görlitz.

## Aufteilung
Wegen der großen Anzahl von Kulturdenkmalen in der Gemeinde Kottmar ist diese Liste in Teillisten nach Ortsteilen aufgeteilt.
| Kulturdenkmale in Kottmar |
| ------------------------- |
| Eibau                     |
| Kottmarsdorf              |
| Neueibau                  |
| Niedercunnersdorf         |
| Obercunnersdorf           |
| Ottenhain                 |
| Walddorf                  |